# Jinshan si
Jinshan si (chiń. 金山寺, pinyin Jīnshānsì; pol. Klasztor Złotej Góry. Znany także jako 江天(禅)寺 pinyin Jiāngtiān(chán)sì; pol. Klasztor (chan) pomiędzy rzeką a niebem) – ważny, wręcz modelowy klasztor chiński, zaliczany do wielkich klasztorów publicznych i związany ze szkołą chan.

## Historia klasztoru
Data powstania klasztoru nie jest do dziś precyzyjnie rozwiązana. Badacz Yuji z okresu panowania dynastii Yuan w swojej pracy Wangshaouge ji (Dzienniki z komnaty długowieczności) napisał: "Na wzgórzu znajduje się buddyjska świątynia z [okresu] dynastii Jin, wybudowana w czasie [panowania] cesarza Minga" (pan. 322-325). Z kolei uczony i malarz Zhao Mengfu uważał, iż klasztor został założony w czasie panowania cesarza Yuana z tej samej dynastii, który panował w okresie 317-322. Z innych zapisków można wnioskować, że klasztor powstał w okresie dynastii Liang; znany mnich okresu Liang zanotował, iż czwartego roku okresu tianjian (502-519) przybył do tej świątyni zwanej wówczas Zexin cesarz Wu. Przybycie tego cesarza do klasztoru zostało także odnotowane przez mnicha z tej świątyni - Yuanjiego. Są jednak i źródła podające, że klasztor ten powstał w okresie Tang. W jednym z nich można przeczytać: "Konstrukcja świątyni została rozpoczęta w czasie mistrza ascezy Beitoutuo w okresie Tang.
Wkrótce klasztor stał się związany chanem i znany jako Jiangtian, a później jako Jinshan. Nazwę Jiangtian własnoręcznie zapisał cesarz Kangxi z dynastii Qing, gdy osobiście towarzyszył królowej matce, która udała się do tej świątyni na modły.
Klasztor najpewniej powstał na górze Jin na brzegu rzeki Jangcy pomiędzy Nankinem a Szanghajem w okresie panowania wschodniej dynastii Jin (317-420). Zajmuje powierzchnię 45 hektarów. Obecnie znajduje się na terenie parku Jinshan - słynnym miejscu widokowym na północnym zachodzie od miasta Zhenjiang. Oryginalna nazwa klasztoru to Zexin, czyli Klasztor latającego smoka. Kolejna nazwa to Jiangtian. Ogólnie nazywany jest obecnie Jinshan (Złota góra). Był świątynią imperialną, dlatego jego ściany mają tradycyjnie kolor żółty. W czasie panowania dynastii Qing był razem z Putuo si, Wenshu si i Daming si uważany za czwórkę słynnych klasztorów Chin.
Klasztor posiadał dwie świątynie filialne. Pierwsza z nich była mała, przebywało w niej tylko dwóch mnichów i znajdowała się około 3 mil od klasztoru macierzystego. W drugiej, znajdującej się około 25 mil od klasztoru macierzystego, przebywało ośmiu mnichów.
Chociaż większość chińskich klasztorów przeprowadzało tylko tygodniowy lub dwutygodniowy "medytacyjny tydzień" w roku (chiń. chanqi), to w tym klasztorze - aż siedmiotygodniowy (49-dniowy). Również ten klasztor miał siedem cykli medytacyjnych dziennie.
Jiangtian mocno trzymał się kodeksu reguł, nawet w stosunku do wędrownych mnichów. Nie przyjmowano ich jeśli mieli np. skórzane buty lub jedwabne szaty. Aby otrzymać jedzenie i przenocować musieli je zamienić na takie, które nie związane było ze śmiercią zwierzęcia.
Silna praktyka i utrzymywanie kodeksu reguł monastycznych spowodowały, że opaci dużych klasztorów pochodzili właśnie z mnichów Jiantian.
Klasztor został prawie całkowicie zniszczony w czasie powstania tajpingów. Jednak już w 1870 r. był całkowicie odbudowany.
W 1880 r. przyjął ordynację mnisią w tym klasztorze Zongyang Yinleng, jeden z najbardziej znanych odnowicieli buddyzmu w Chinach w XX wieku.
Po japońskiej inwazji na Chiny w 1937 r. powstał Japońsko-chiński Związek Buddystów. Celem było zmobilizowanie chińskich buddystów do popierania japońskiej polityki. W projekt ten zaangażowało się zaledwie kilku ze znanych chińskich buddystów. Wśród nich był opat Jinshan - Shuangting Weiguang, który został przewodniczącym związku w Zhenjiang. Według jego uczniów Japończycy zagrozili mu, że jeśli się nie zaangażuje, będzie to miała poważne konsekwencje. Shuangting zgodził się, aby ocalić klasztor i chińskich oficerów, których ukrywał w jaskini. Japończycy w klasztorze zachowywali się wyjątkowo spokojnie i klasztor nie ucierpiał z ich powodu. Japończycy zastrzelili jednak jednego z mnichów z powodu "trudności językowych".
W czasie swojego rozkwitu w klasztorze przebywało około 3000 mnichów.

## Układ architektoniczny klasztoru
Z wejścia przez główną bramę widać na osi pawilon Królów Strażników. Jednak zaraz przy wejściu po lewej stronie znajduje się świątynia Króla Smoka, a po stronie prawej świątynia Guandi. Za pawilonem Królów Strażników znajduje się dziedziniec danchi. Lewa strona dziedzińca obudowana jest trzema pawilonami: kantora (prowadzącego śpiewy), Weituo i nauczycieli. Po prawej stronie znajduje się biuro gości, a za nim budynek przeznaczony dla wędrownych mnichów. Jeszcze dalej na prawo znajduje się pawilon recytacji imienia Buddy, który jest bardzo mały - mieści tylko 12 mnichów. Służy on jako sala relaksacyjna dla mnichów, którzy czuli się zmęczeni rygorem medytacji.
Ponieważ był to klasztor chan, najważniejszym budynkiem był pawilon medytacji (chiń. chantang). Znajdował się on bardzo blisko pawilonu przodków i kwatery opata. Był skierowany na południe, podczas gdy w innych klasztorach pawilon medytacji był zwrócony na wschód. Aby się do niego dostać trzeba było wyjść z dziedzińca wzdłuż osi klasztoru po schodkach, skręcić w lewo, a po minięciu pawilonu nauczycieli znów skręcić w lewo (czyli cofnąć się). Poniżej (na wysokości pawilonu Króla Smoka) znajduje się bardzo mały pawilon Przodków. Nad nim (czyli na prawo od niego) znajduje się pawilon medytacji, który jest trzecim, co do wielkości, budynkiem klasztoru. Przed jego frontową ścianą znajdują się dwie studnie (źródła).
Na prawo od budynku medytacji znajduje się pawilon "zakrystii". Powyżej niego i nieco na prawo stoi kwatera opata klasztoru. Na prawo od niej, na głównej osi klasztoru, znajduje się największy budynek klasztoru - Wielka Świątynia. Na prawo od niej stoją refektarz i budynek biura biznesowego klasztoru, za którym (dalej na prawo) znajduje się główna kuchnia.
Nad budynkiem Wielkiej Świątyni za dziedzińcem i w osi klasztoru stoi drugi co do wielkości budynek Dharmy, na którego piętrze znajduje się biblioteka. Lewa strona dziedzińca jest ograniczona pawilonem Liuyu, a prawa - tarasem Miaogao. Taras Miaogao zwany jest także Tarasem Schnących Pism. Według Liu Biana, autora Zapisków z Jinshan, taras został zbudowany przez mnicha Foyina, rzeźbiącego urwisko w okresie yuanyou (元祐, 1086-1094) dynastii Song. Platforma ta z małym pawilonem była wielokrotnie niszczona i odbudowywana. Odbudowywali ją mnisi Shizong (w okresie Ming) i Xue Shuchang (w okresie Qing). W 1948 r. została zniszczona w czasie pożaru, razem z budynkami Wielkiej Świątyni i Dharmy. Z tarasu wielki poeta Su Dongpo podziwiał księżyc.
Po lewej stronie na urwisku na wysokości budynku Dharmy znajduje się jaskinia Fahaia. Również po lewej stronie, jako ostatni budynek (powyżej budynku Dharmy) stoi klasztorna pagoda Cishou ta. Jaskinia Fahaia znana jest także jako jaskinia Peigong. Stoi w niej posąg mistrza chan Fahaia, który - być może - jest założycielem klasztoru i bohaterem legendy. W tej jaskini Pei Toutuo, znany także jako mistrz chan Fahai, przeprowadził pokutę.

## Wartości kulturalne
Jako jeden z najbardziej znanych klasztorów, oprócz wspanialej architektury, posiada także wiele skarbów kultury, wśród nich są tzw. Cztery Skarby:
- jadeitowy pas Su Shi (znany jako pas Su Dongpo)
- wojenny bęben bohaterki z okresu dynastii Song - Liang Hongyu
- wykonany przez Wena Zhengminga wykres Jinshan
- słynny trójnóg wykonany w okresie Zhou[13].

## Opaci
W XVIII w. opatami klasztoru byli m.in. Daxiao Shiche (1686-1757) oraz jego uczeń Tiantao Jiyun (1693-1767). Daxiao należał do 35 pokolenia w linii mistrza chan Linjiego Yixuana. On i jego uczeń byli przedtem także opatami klasztoru Tianning, co spowodowało wprowadzenie Dharmy tego klasztoru do Jinshan si, tak więc oba klasztory miały tę samą linię przekazu.
W klasztorze transmisja Dharmy i funkcja opata oparte były na tzw. "systemie Jiangsu". "Zwój Dharmy" określał także sukcesję opatów, co być może spowodowało, iż w republikańskim okresie Chin, buddyzm był silniejszy niż w innych rejonach właśnie w Jiangsu. System polegał między innymi na kolektywnym przekazie. Zwykle jeden mistrz przekazywał w danym czasie Dharmę jednemu uczniowi. W "systemie Jiangsu" kilku mistrzów przekazywało Dharmę zbiorowo kilku uczniom. Wszyscy mistrzowie służyli sukcesywnie jako opaci klasztorów, a następnie również i ich uczniowie mogli także zostać opatami. To, co przekazywano, rozumiano jako Dharmę "tego klasztoru". Przyjęcie jej dawało prawo, a nawet obligowało do objęcia stanowiska opata. Oto fragmentaryczna genealogia przekazu Dharmy w tym klasztorze:
44 pokolenie
- Ciben Yinguan
- Qingquan Yinkai
- Meicun Yinxiu
- Zongyang Yinleng
- Rongtong Yinche

 45 pokolenie 
- Jingguan Weidao
- Yinbing Weiyi
- Shuangting Weiguang
- X
- Ruoshun Weide

 46 pokolenie 
- Taicang Xinrang
- Miaohua Xin
- Puxiu Xin
- Haiding Xin
- Yongqing Xin[16].

44 pokolenie otrzymało Dharmę około 1890 r. i zaczęli służyć jeden po drugim jako opaci po ostatnim członku 43. pokolenia. W 1910 r. dokonali swoich przekazów. Wybrali pięciu mnichów (pokolenie 45), którzy rozpoczęli piastować ważne pozycje, gdyż skoro mieli zostać opatami, musieli się zaznajomić z różnymi działami funkcjonowania klasztoru. W 1912 r., gdy Qingquan był opatem, Yinbing (45 pokolenie) był przeorem w biurze interesów klasztoru, a Shuangting był prefektem do spraw gości w dziale gości. Około 1915 r. Qingquan postanowił udać się na emeryturę. Jednak Meicun prowadził już klasztor Haichao w Hangzhou. Wobec tego opatem powinien zostać Zongyang Yinleng, jednak ponieważ zajął się on polityką i nosił świeckie ubranie, reszta "dharmicznej rodziny" odrzuciła go. Zongyang zamilkł na trzy lata mieszkając w klasztorze i 1919 r. udał się do klasztoru Qixia, aby go odbudować po zniszczeniach. Opactwo w klasztorze przeszło więc na Rongtonga Yinche. Po powrocie Meicuna Yinxiu, to on został kolejnym opatem. Tak wyczerpały się możliwości 44 pokolenia.
Pierwszym opatem z 45 pokolenia został Jingguan Weidao, następnie Yinbing Weiyi, potem Shuangting Weiguang. Powinien go zastąpić "X", jednak okazał się niekompetentny i opuścił klasztor. Wobec tego opatem powinien zostać Ruoshun Weide, jednak opuścił on klasztor pomagając Zongyangowi Yinlengowi w odbudowie Qixia. Ponieważ inni mistrzowie z pokolenia 44 zmarli, więc Shuangting Weiguang sam dokonał przekazu i natychmiast przeszedł na emeryturę. Po nim w 1945 r. opatem został Taicang Xinrang. Gdyby w 1949 r. nie zwyciężyli komuniści, inni członkowie rodziny Dharmy z 46 pokolenia zostaliby opatami, następnie wybraliby uczniów do przekazu Dharmy i opaci z pokolenia 46 zostaliby zastąpieni przez opatów z pokolenia 47.
Dharma tego klasztoru została przeniesiona do innych klasztorów, takich jak Qixia, Tianning i Haichao. Z kolei Dharma dwóch ostatnich została przeniesiona do Xingfu w Changshu i Liuyun w Szanghaju. Jest to potwierdzone przez imiona Dharmy nadawane uczniom, gdyż wszystkie mają ten sam generacyjny znak, co Jinshan. Wiadomo, że Daxiao przeniósł Dharmę z Jinshan do Tianning w okresie qianlong (乾隆, lata 1735-1796). Z kolei Yuexia przeniósł w 1917 r. Dharmę z Tianning do Xingfu.

## Legenda
Jinshan jest bardzo bogaty w różne legendy i mity, z których najbardziej znana jest legenda o Białym Wężu. Jest to romantyczna i melodramatyczna historia rozgrywająca się pomiędzy mężczyzną a wężową pięknością. Zostali oni rozdzieleni przez mistrza chan Fahaia. Fahai jest czarnym charakterem historii i aby odkupić swoje złe czyny, musiał spełnić wiele dobrych czynow podczas zakładania klasztoru Jinshan. Wśród tutejszych ludzi popularna jest także legenda o Liang Hongyu i Yuefei (bohaterce i bohaterze z okresu Song).

## Adres
Jinshansi, Zhenjiang, Jiangsu Sheng, China

## Galeria

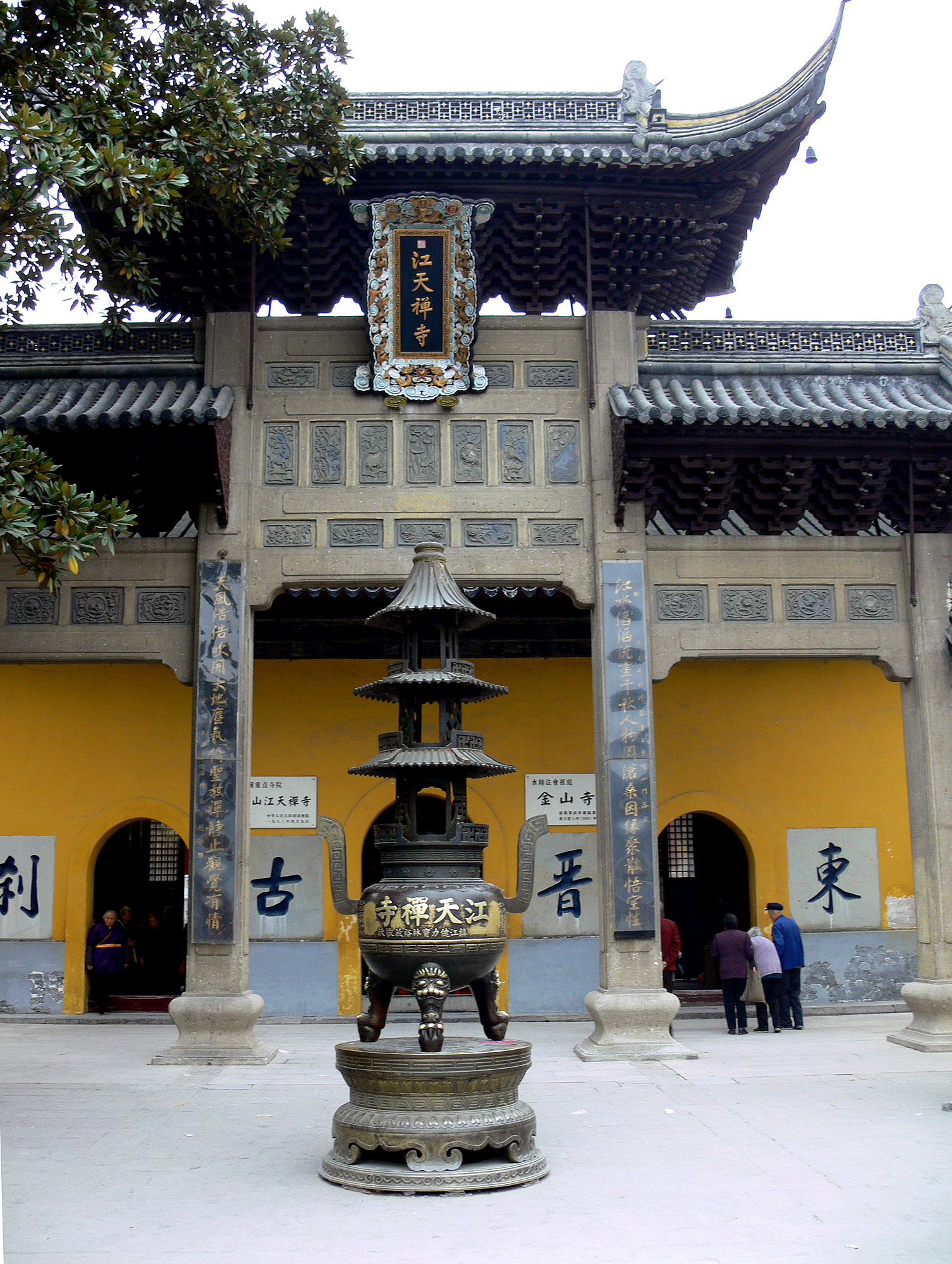
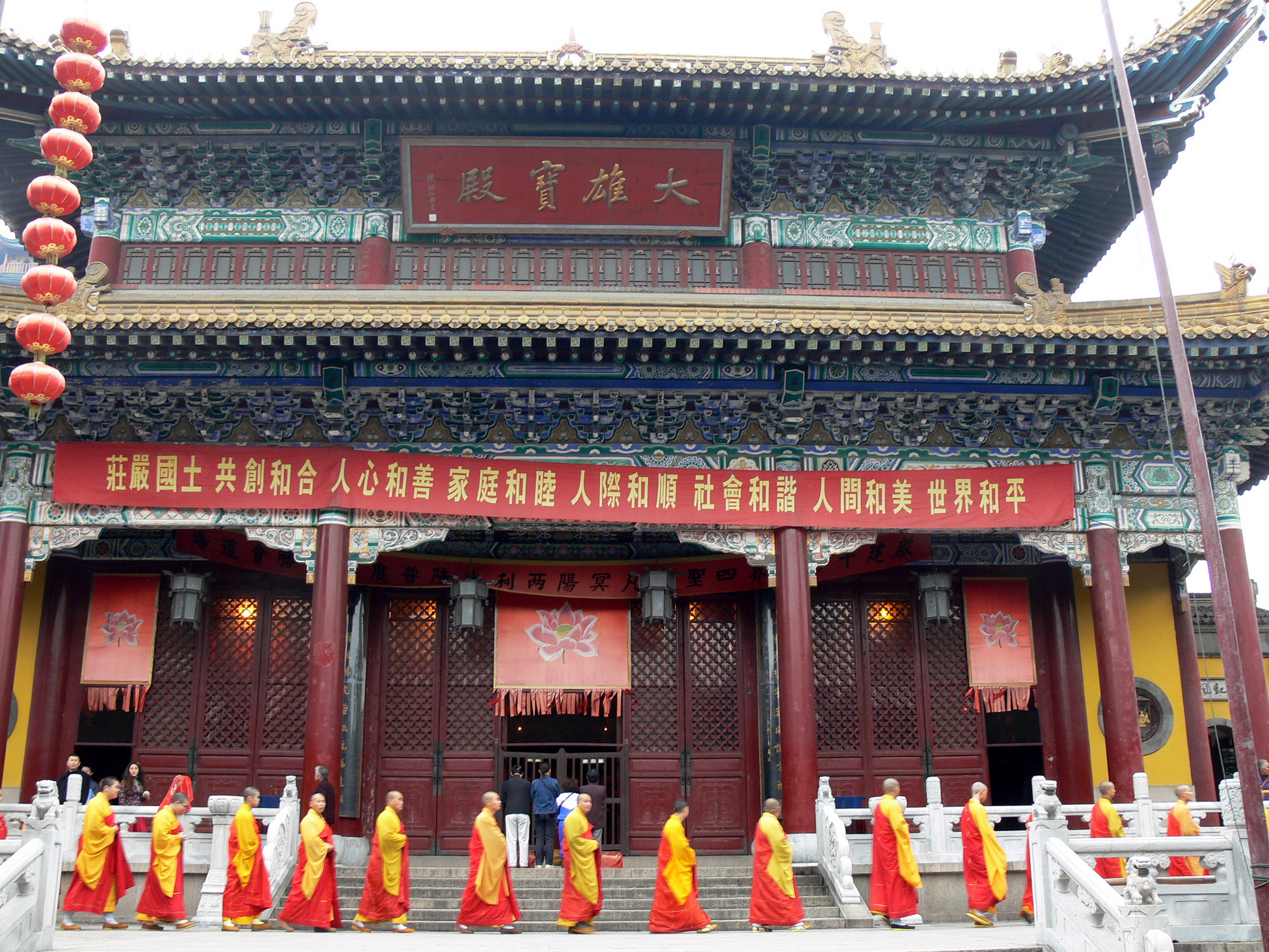
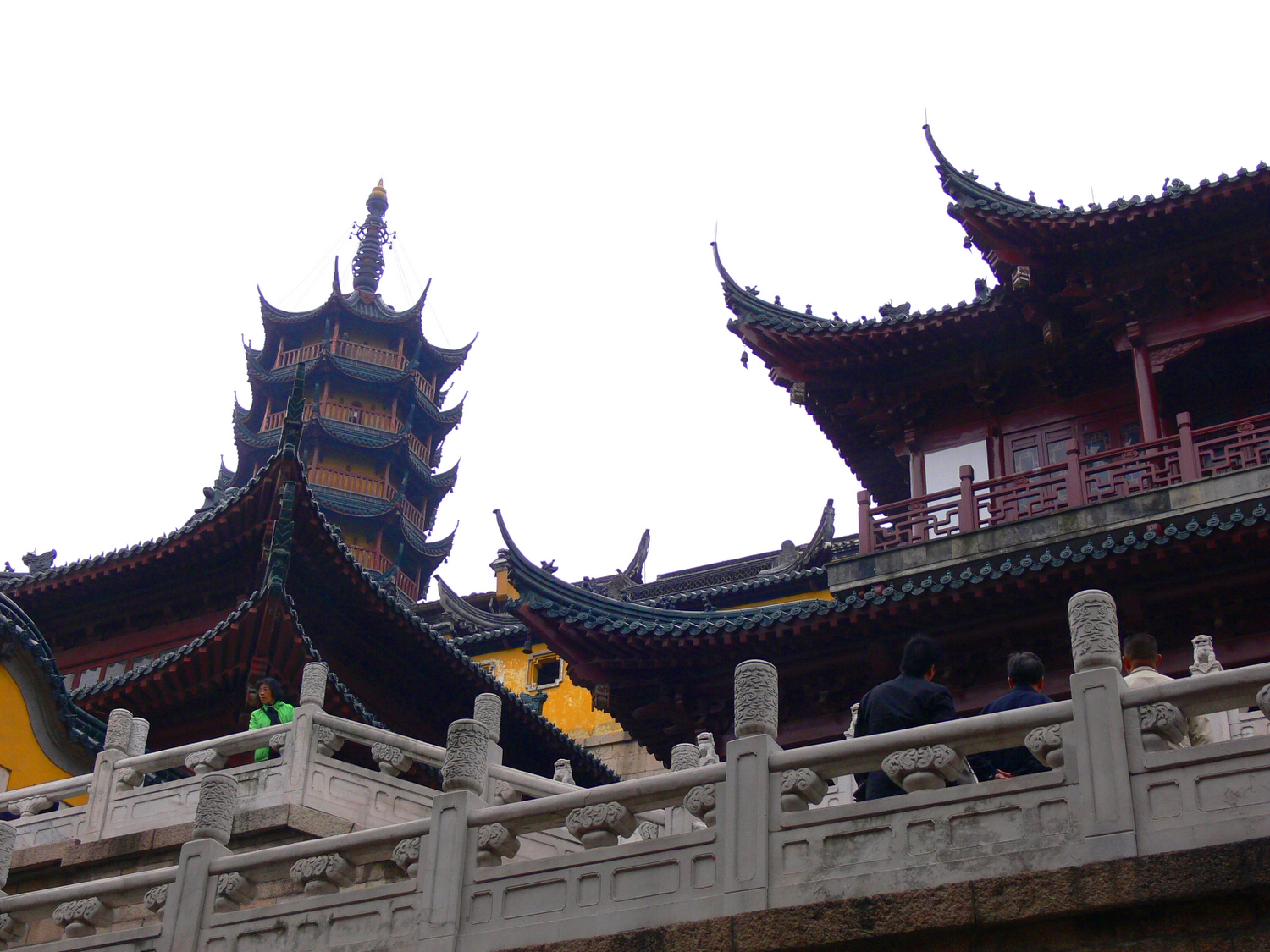
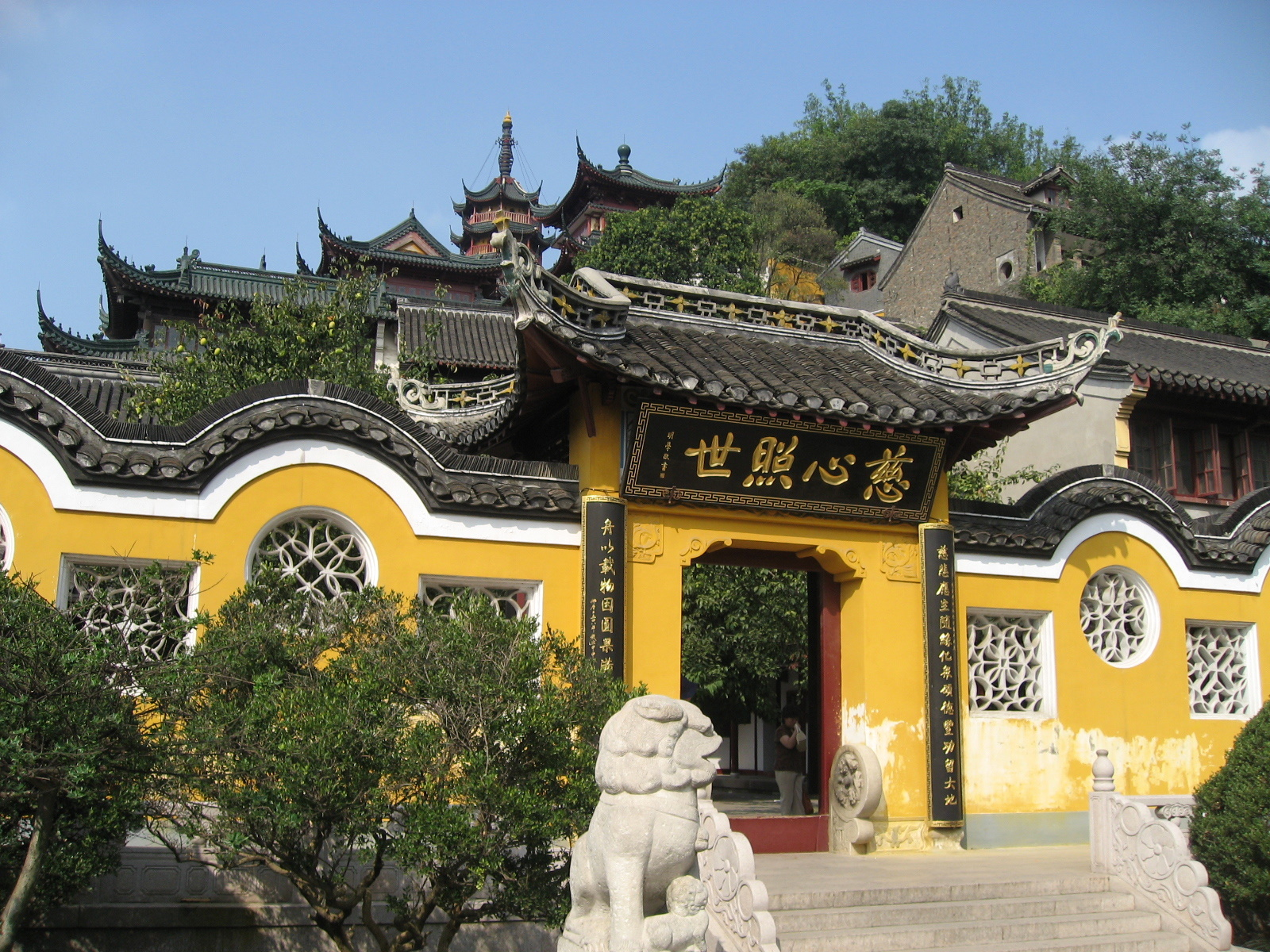
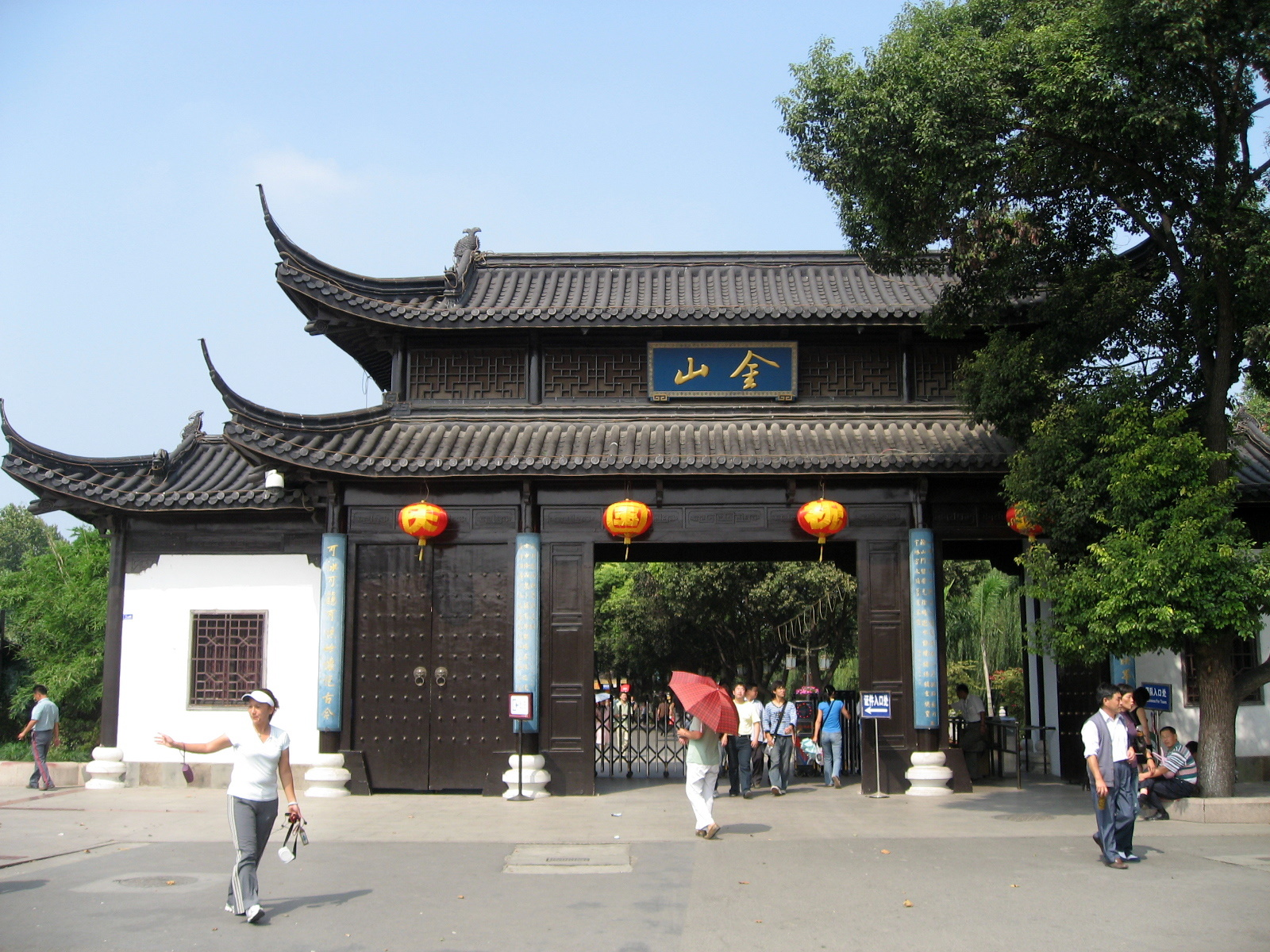
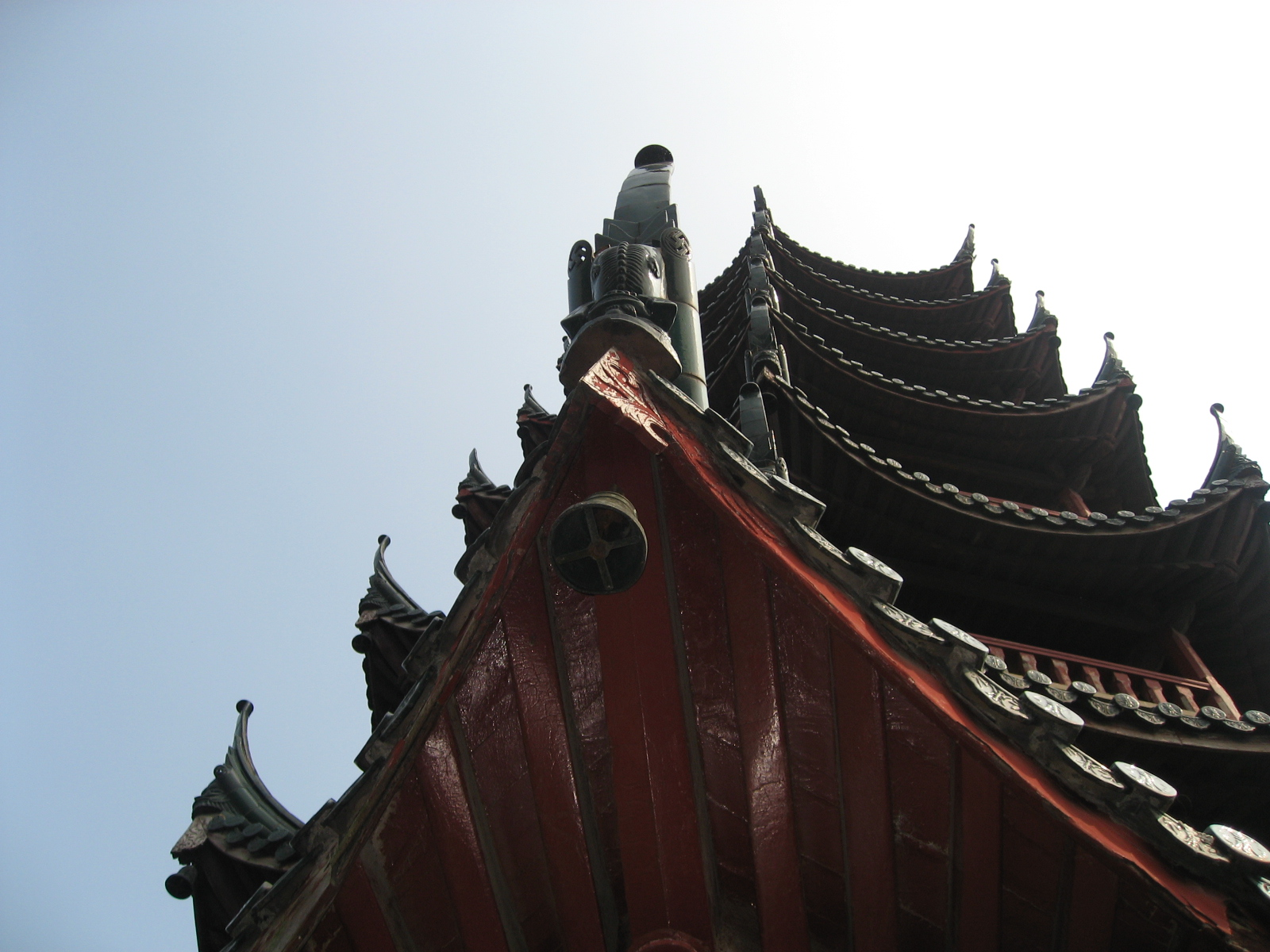
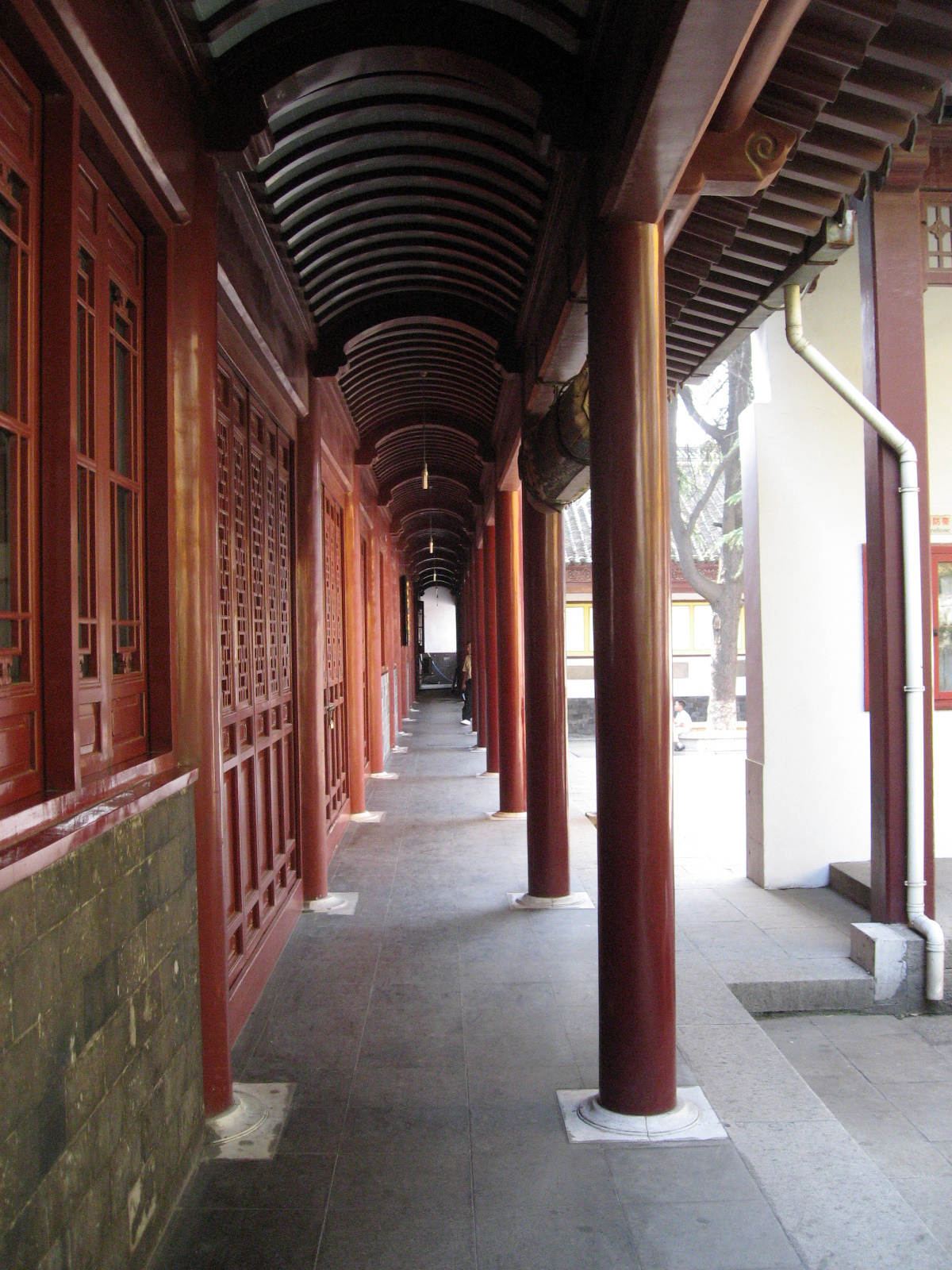
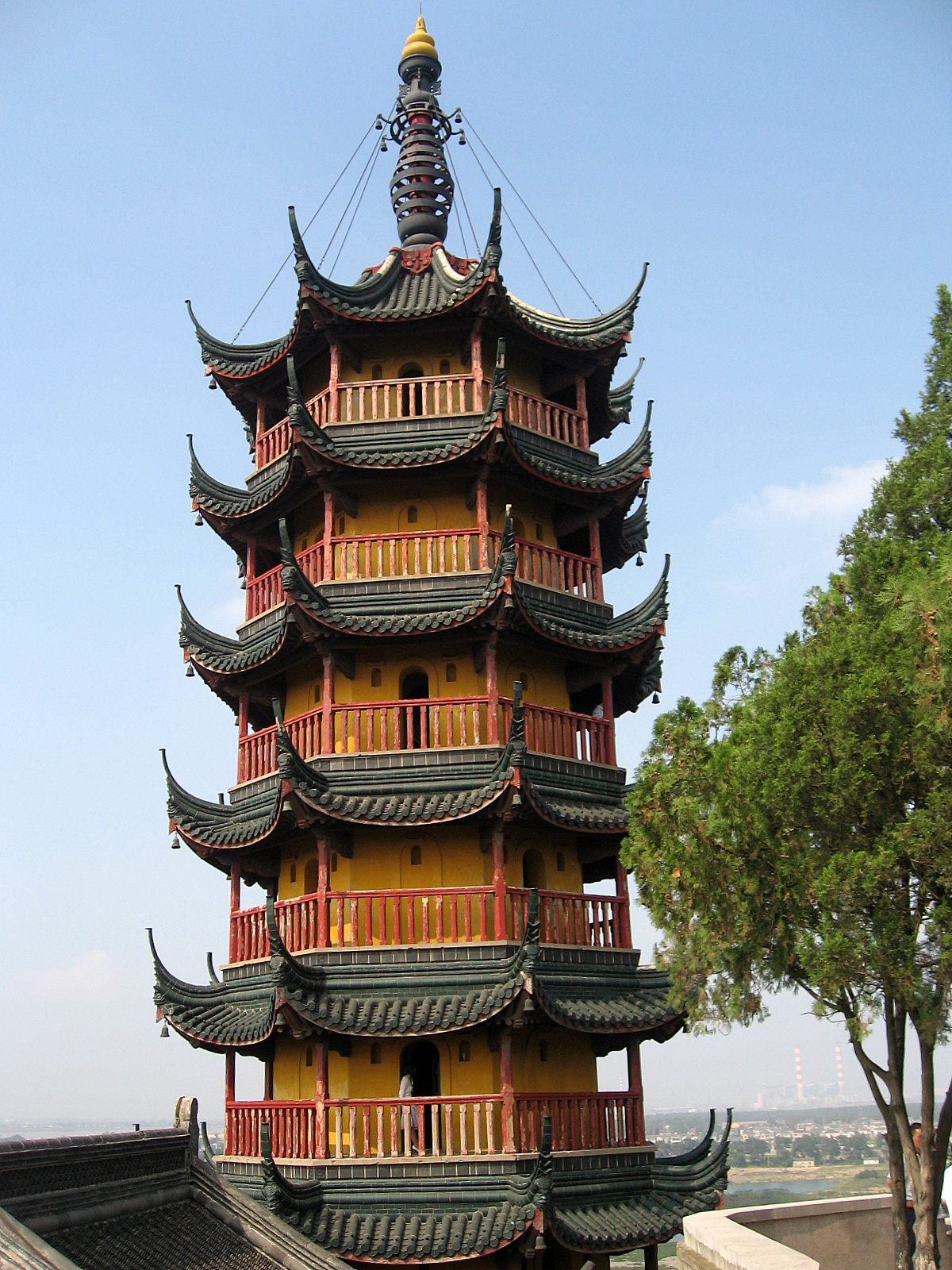
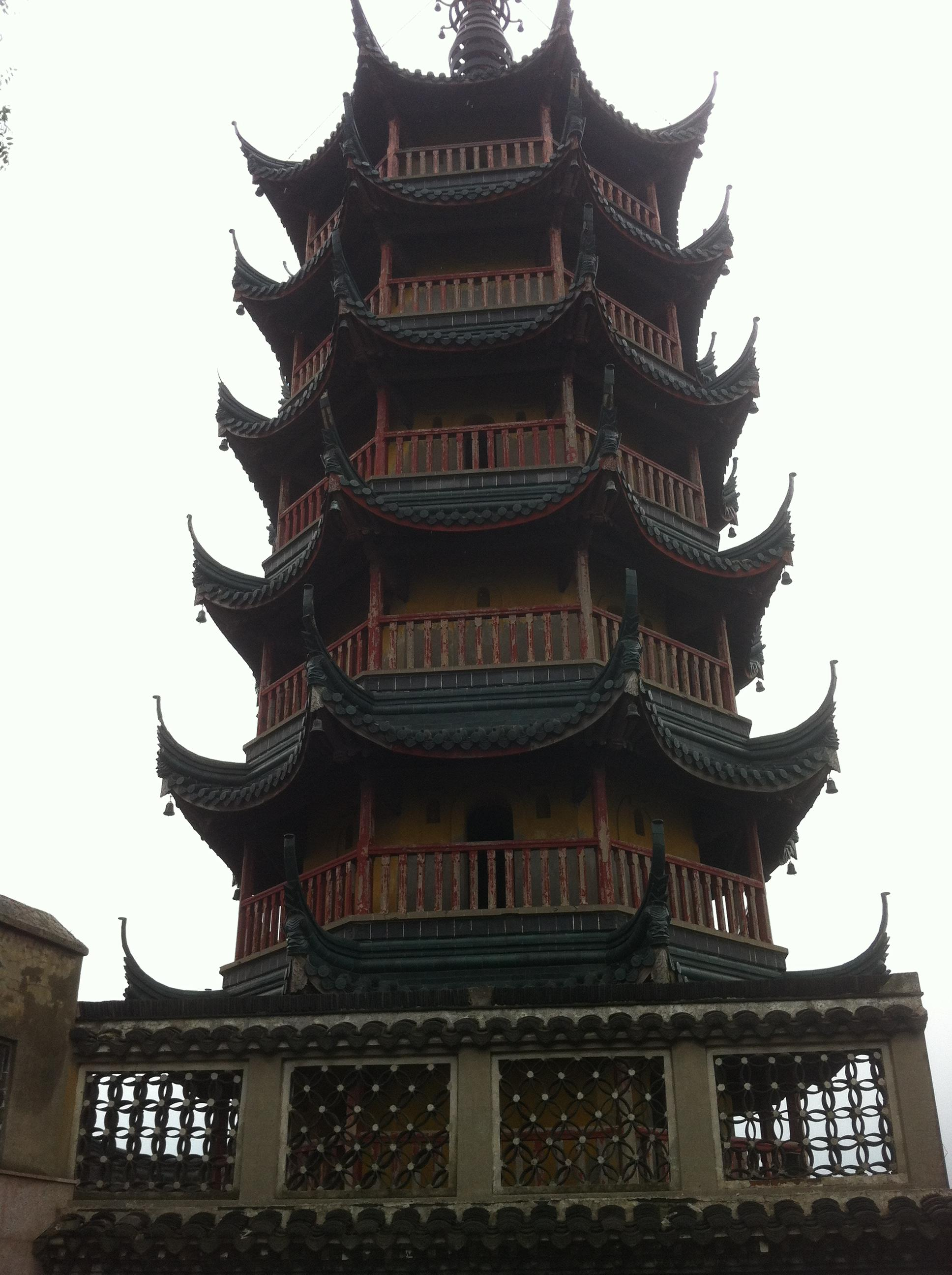

## Wideo
- Krótkie wideo o klasztorze, zdjęcia